# Dan Glickman
Daniel Robert Glickman (Wichita, 24 novembre 1944) è un politico statunitense, già Segretario dell'Agricoltura degli Stati Uniti sotto la presidenza Clinton.
Deputato democratico del Kansas per ben 18 anni, dal 1977 al 1995, è poi entrato a far parte del Gabinetto degli Stati Uniti d'America del Presidente Clinton come Segretario dell'Agricoltura, restando in carica dal 1995 al 2001.
Dal 2004 al 2010 ha presieduto la Motion Picture Association of America ("Organizzazione americana dei produttori cinematografici", MPAA).